# ドイツ民主共和国大統領
ドイツ民主共和国大統領 (ドイツみんしゅきょうわこくだいとうりょう、ドイツ語: Präsident der Republik)は、1949年10月11日から1960年10月11日まで存在したドイツ民主共和国の国家元首の役職。

## 概要
「共和国大統領」はドイツ民主共和国建国から1960年まで使用された国家元首の名称である。唯一の現職者はSEDのヴィルヘルム・ピーク（在任：1949年 - 1960年）である。1960年9月7日の彼の死後まもなく、SED書記長兼最高指導者のヴァルター・ウルブリヒトによる憲法改正で大統領制が廃止され、「国家評議会の形成に関する法律」により、大統領の代わりに国家評議会議長が国家元首の名称となった。その後「ドイツ民主共和国大統領」の名称は復活することはなかった。
憲法第101条によると、大統領は人民議会と共和国参議院の合同会議により選出され、任期は4年間とされた。35歳に達した投票資格のある人なら誰でも選出できたのである。任期が終了する前に、大統領は人民議会と共和国参議院の3分の2の過半数の共同決定により解職される可能性もあった。また、大統領の死亡、または職務不能の場合、次の大統領が決まるまで、人民議会の議長が代行を務めることになっている。
「ドイツ民主共和国大統領」はドイツ連邦共和国の連邦大統領よりもさらに弱い立場にあった。共和国大統領は国家元首として法の下で代表を務め、外国との条約を締結し、恩赦の権利を行使した。 また、共和国大統領は人民議会で可決された法律に署名する責任を負った。しかし、東ドイツはソビエト連邦同様に、ドイツ社会主義統一党の書記長が権力を握っていた。
ベルリンの壁崩壊後の1990年4月5日、事実上初めての民主的な自由選挙によって選ばれた人民議会が憲法改正を行い、国家評議会制度が廃止された。その際には大統領制の復活も検討されたが、既に東ドイツの解体がほぼ決定的であったため、新たな正式な国家元首の選出を行うことはせずに憲法に第75a条を挿入し「共和国大統領の地位、任務及び権限に関する法律が議決されるまで、及び共和国大統領の選挙までは、ドイツ民主共和国人民議会の幹部会が国家評議会の権限を行使し、人民議会の議長が国家評議会議長の権限を行使する」とされ、人民議会議長が東ドイツの消滅まで暫定国家元首を務めた。

## 歴代共和国大統領
| 代 | 大統領                                                   | 大統領 | 所属政党                     | 在任期間                       | 備考         |
| -- | -------------------------------------------------------- | ------ | ---------------------------- | ------------------------------ | ------------ |
| -  | ヨハネス・ディークマン Johannes Dieckmann （大統領代行） |        | ドイツ自由民主党 （LDPD）    | 1949年10月7日 - 1949年10月11日 | 人民議会議長 |
| 1  | ヴィルヘルム・ピーク Wilhelm Pieck                       |        | ドイツ社会主義統一党 （SED） | 1949年10月11日 - 1960年9月7日  | 在任中に死去 |
| -  | ヨハネス・ディークマン Johannes Dieckmann （大統領代行） |        | ドイツ自由民主党 （LDPD）    | 1960年9月7日 - 1960年9月12日   | 人民議会議長 |